# Kopparberg
Kopparberg este un oraș în Suedia.

## Demografie
| \| Evoluția demografică a zonei urbane Kopparberg, 1970–2015 \| Evoluția demografică a zonei urbane Kopparberg, 1970–2015 \| Evoluția demografică a zonei urbane Kopparberg, 1970–2015 \| Evoluția demografică a zonei urbane Kopparberg, 1970–2015 \| Evoluția demografică a zonei urbane Kopparberg, 1970–2015 \| \| --------------------------------------------------------------------------------------- \| --------------------------------------------------------- \| --------------------------------------------------------- \| --------------------------------------------------------- \| --------------------------------------------------------- \| \| An \| \| \| Locuitori \| \| \| 1970 \| 1970 \| \| 4.016 \| 4.016 \| \| 1975 \| 1975 \| \| 3.942 \| 3.942 \| \| 1980 \| 1980 \| \| 3.942 \| 3.942 \| \| 1990 \| 1990 \| \| 3.763 \| 3.763 \| \| 1995 \| 1995 \| \| 3.716 \| 3.716 \| \| 2000 \| 2000 \| \| 3.310 \| 3.310 \| \| 2005 \| 2005 \| \| 3.189 \| 3.189 \| \| 2010 \| 2010 \| \| 3.016 \| 3.016 \| \| 2015 \| 2015 \| \| 3.065 \| 3.065 \| \| Sursa: SCB - Statistika Centralbyrån, Folkmängden per tätort. Vart femte år 1960 - 2016 \| \| \| \| \| |      |  |           |       |
| Evoluția demografică a zonei urbane Kopparberg, 1970–2015 |      |  |           |       |
| An |      |  | Locuitori |       |
| 1970 | 1970 |  | 4.016     | 4.016 |
| 1975 | 1975 |  | 3.942     | 3.942 |
| 1980 | 1980 |  | 3.942     | 3.942 |
| 1990 | 1990 |  | 3.763     | 3.763 |
| 1995 | 1995 |  | 3.716     | 3.716 |
| 2000 | 2000 |  | 3.310     | 3.310 |
| 2005 | 2005 |  | 3.189     | 3.189 |
| 2010 | 2010 |  | 3.016     | 3.016 |
| 2015 | 2015 |  | 3.065     | 3.065 |
| Sursa: SCB - Statistika Centralbyrån, Folkmängden per tätort. Vart femte år 1960 - 2016 |      |  |           |       |